# Кибријал
Кибријал (фр. Cubrial) насеље је и општина у источној Француској у региону Франш-Конте, у департману Ду која припада префектури Безансон.
По подацима из 2011. године у општини је живело 137 становника, а густина насељености је износила 23,14 становника/km². Општина се простире на површини од 5,92 km². Налази се на средњој надморској висини од 305 метара (максималној 356 m, а минималној 264 m).

## Демографија
| 1962. | 1968. | 1975. | 1982. | 1990. | 1999. | 2011. |
| ----- | ----- | ----- | ----- | ----- | ----- | ----- |
| 93    | 117   | 137   | 131   | 138   | 135   | 137   |

График промене броја становника у току последњих година